# Conde do Vale da Rica
O título de Conde do Vale da Rica foi criado por decreto do rei D. Carlos I de Portugal, datado de 14 de Julho de 1897, a favor de Gaspar Xavier da Cunha Lima de Sousa e Melo, único titular.

## Titulares
1. Gaspar Xavier da Cunha Lima de Sousa e Melo.
O título encontra-se actualmente extinto.